# Закон Бугера — Ламберта — Бера
Зако́н Бугера — Ламберта — Бера (также просто закон Бугера) — физический закон, определяющий ослабление параллельного монохроматического пучка света при распространении его в поглощающей среде.
Закон выражается следующей формулой:
{\displaystyle I(l)=I_{o}e^{-k_{\lambda }l}},
где {\displaystyle I(l)} — интенсивность света, прошедшего слой вещества толщиной {\displaystyle l}, {\displaystyle I_{0}} — интенсивность света на входе в вещество, {\displaystyle k_{\lambda }} — показатель поглощения (не путать с безразмерным показателем поглощения {\displaystyle \kappa }, который связан с {\displaystyle k_{\lambda }} формулой {\displaystyle k_{\lambda }=4\pi \kappa /\lambda }, где {\displaystyle \lambda } — длина волны).
Показатель поглощения определяется свойствами вещества и в общем случае зависит от длины волны {\displaystyle \lambda } поглощаемого света. Эта зависимость называется спектром поглощения вещества.

## История открытия закона
Закон Бугера — Ламберта — Бера экспериментально открыт французским учёным Пьером Бугером в 1729 году, подробно рассмотрен немецким учёным И. Г. Ламбертом в 1760 году и в отношении концентрации C проверен на опыте немецким учёным А. Бером в 1852 году.

## Поглощение света растворами
Для растворов поглощающих веществ в непоглощающих свет растворителях показатель поглощения может быть записан как
{\displaystyle k_{\lambda }=\chi _{\lambda }C},
где {\displaystyle \chi _{\lambda }} — коэффициент, характеризующий взаимодействие молекулы поглощающего растворённого вещества со светом с длиной волны {\displaystyle \lambda }, {\displaystyle C} — концентрация растворённого вещества, моль/л.
Утверждение, что {\displaystyle \chi _{\lambda }} не зависит от {\displaystyle C}, называется законом А. Бера (не путать с законом Карла Бэра асимметрии речных долин). Этот закон предполагает, что на способность молекулы поглощать свет не влияют другие окружающие её молекулы этого же вещества в растворе. Однако, наблюдаются многочисленные отклонения от этого закона, особенно при больших {\displaystyle C}.